# Реннер (футбольный клуб)
«Спортивная ассоциация Реннер» (порт.-браз. Grêmio Esportivo Renner) — бывший бразильский футбольный клуб из города Порту-Алегри, штат Риу-Гранди-ду-Сул.

## История
«Спортивная ассоциация Реннер» была основана 27 июля 1931 года работниками швейной фабрики и сети магазинов A.J. Renner & Cia в Порту-Алегри при поддержке основателя и владельца производства Антониу Жакоба Реннера. Официально основателями команды считаются сотрудники A.J. Renner & Cia Виктор Готтшолд, Авелино Амарал и Аполинарио Коррея. Первоначальной идеей создания команды стало объединение сотрудников фабрики для совместной игры в футбол, однако она превратилась в создание полноценного футбольного клуба. Первоначально «Реннер» проводил матчи на стадионе, расположенном на улице имени Фредерико Менца, но уже в 1935 году благодаря средствам фабрики был построен стадион Тирадентес на земле, принадлежащей самому Антониу Жакобу. 15 ноября клуб провёл первый мяч на новой арене, победив «Такуаренсе» со счётом 5:4.В 1936 году «Реннер» стал одним из основателей Спортивной лиги Порту-Алегри, проводящей городские чемпионаты. Однако вскоре клуб покинул эту спортивную организацию, присоединившись к более развитой и популярной Городской ассоциации спортивных соревнований Гаушо, проводящей чемпионаты города Порту-Алегри. И уже в 1938 году «Реннер» победил в этом соревновании. Тогда же команда стала принимать участие в чемпионате штата Риу-Гранди-ду-Сул.
В 1940 году «Реннер» рассматривал возможность сменить своё наименование на «Индустриал» (порт.-браз. Industrial) или «Навегантес» (порт.-браз. Navegantes), однако всё же остался с оригинальным названием. В 1944 году «Реннер» получил профессиональный статус и в том же сезоне вышел в серию А чемпионата штата. В 1949 году «Реннер» занял четвёртое место в чемпионе штата, наивысшее, на тот момент. А через год клуб «забрался» уже на третье место. В 1952 году «Реннер» занял второе место в первенстве Порту-Алегри, а два сезона спустя выиграл этот турнир, выиграв 15 матчей, три сведя вничью и не проиграв ни одной встречи. В том же сезоне клуб впервые одержал победу в чемпионате штата, проводившемся в формате трёхстороннего турнира. Годом позже «Реннер» занял третье место в чемпионате Порту-Алегри, а ещё через год довольствовался серебряными медалями. В 1957 и 1958 годах «Реннер» вновь был третьим в муниципальном чемпионате.
В конце 1950-х годов A.J. Renner & Cia, которая использовала футбольный клуб в качестве рекламного баннера для своей продукции, была вынуждена смириться с тем, что главной рекламной площадкой в стране становится телевидение. Компания, из-за денежных вложений в клуб, стала нести серьёзные убытки. Из-за этого A.J. Renner & Cia решила не продолжать финансирование футбольного проекта, а денежные средства вложить в другие рекламные активности. Без финансирования клуб в конце 1958 года был вынужден прекратить существование. Ещё одной из причин закрытия «Реннера» называлось отклонение от основной идеи основания команды — объединение работников A.J. Renner & Cia, чему профессиональный клуб способствовать не мог. Официально закрытие клуба состоялось 12 марта 1959 года.

## Символы
Маскотом «Реннера» являлся человек, стоящий на футбольном мяче, одетый в рабочий комбинезон, при этом у него за ухом находится карандаш, на плечах висит рулетка, а в руках он держит ножницы. На галстуке человека нарисован логотип клуба и наименование владельца — A.J. Renner & Cia.

## Достижения
- Чемпион города Порту-Алегри: 1938, 1954
- Чемпион штата Риу-Гранди-ду-Сул: 1954